# Норкетамін
Норкетамін (англ. Norketamine), або N-дезметилкетамін — основний активний метаболіт кетаміну, який утворюється переважно CYP3A4. Подібно до кетаміну, норкетамін діє як неконкурентний антагоніст NMDA-рецепторів, але в порівнянні з ним є приблизно в 3–5 разів менш потужним анестетиком.

## Фармакологія

### Фармакодинаміка
Подібно до кетаміну, норкетамін діє як неконкурентний антагоніст NMDA-рецепторів (Ki = 1,7 мкМ і 13 мкМ для (S)-(+)-норкетаміну і (R)-(–)-норкетаміну відповідно). Крім того, як і кетамін, норкетамін зв'язується з μ- та κ-опіатними рецепторами. Порівняно з кетаміном норкетамін є набагато сильнішим як антагоніст α7-нікотинового ацетилхолінового рецептора та дає швидкі антидепресивні ефекти на тваринних моделях, які, як повідомляється, корелюють з його активністю щодо цього рецептора. Проте норкетамін є приблизно на 1/5 потужнішим за кетамін як антидепресант у мишей згідно з тестом вимушеного плавання, і це, здається, також відповідає його в 3–5 разів зниженій порівняльній ефективності in vivo як антагоніста рецептора NMDA. Метаболіти норкетаміну, дегідроноркетамін і гідроксиноркетамін, у порівнянні набагато менш або незначно активні як антагоністи NMDA-рецепторів, але зберігають активність як сильні антагоністи α7- нікотинового ацетилхолінового рецептора.
У 2024 році було виявлено, що норкетамін діє як дуже потужний позитивний алостеричний модулятор опіатних рецепторів, у тому числі μ-опіатного рецептора. Він поділяє цю дію з кетаміном і гідроксиноркетаміном. Усі вони активні в цьому при дуже низьких концентраціях, зокрема 1 нМ. Кетамін, норкетамін і гідроксиноркетамін можуть потенціювати ефекти ендогенних опіоїдів, таких як метенкефалін, і екзогенних опіоїдів, таких як морфін. Позитивна алостерична модуляція опіатних рецепторів цими агентами може бути залучена до їх терапевтичних ефектів, наприклад, їх антидепресивних і знеболювальних ефектів

### Фармакокінетика
Кетамін ефективно метаболізується суперсімейством ферментів цитохрому P-450, зокрема CYP2B6 і CYP3A. Хоча ці ферменти переважно знаходяться в печінці, вони присутні в багатьох інших органах і групах тканин по всьому тілу, локалізовані в ендоплазматичному ретикулумі таких клітин. Пікова концентрація норкетаміну спостерігається приблизно через 17 хвилин після початкового прийому кетаміну. Наступний метаболізм норкетаміну до гідроксиноркетаміну та дегідроноркетаміну з кетаміну відбувається через 2–3 години після інфузії кетаміну та відбувається у співвідношенні утворення приблизно 30:70. Гідроксиноркетамін утворюється шляхом гідроксилювання циклогексонового кільця; потім вони кон'югуються з глюкуроновою кислотою з утворенням дигідроксиноркетаміну. Як і їхні попередники кетамін і норкетамін, гідроксиноркетамін і дигідроксиноркетамін представляють великий інтерес для фармакологів через їхні передбачувані антидепресивні та знеболюючі властивості.

## Хімічні властивості

### Синтез
Оригінальна конструкція Стівенса для синтезу норкетаміну використовувала безперервний потік брому та аміаку, кожен з яких є дуже токсичним та корозійним реагентом із значними проблемами сумісності матеріалів.

## Історія
Норкетамін був синтезований Келвіном Лі Стівенсом на початку 1960-х років у рамках роботи його команди над α-амінокетонами в Університеті Вейна. Хоча більшість досліджень історично зосереджувалися на його попереднику, дослідники звернули увагу на передбачувані ефекти норкетаміну. Починаючи з кінця 1990-х років, данські дослідники виявили його роль як антагоніста рецептора NMDA. Пізніше дослідження виявили можливість його використання як знеболювального засобу.
Після того, як у 2019 році Європейське агентство з лікарських засобів і FDA схвалили енантіомер кетаміну ескетамін для використання при резистентній до лікування депресії, дослідники та фармацевтичні компанії шукали інші ефективні проміжні продукти та метаболіти рацемічного кетаміну. Більшість досліджень, що вивчають потенційну роль норкетаміну як відмінного від його попередника антидепресанту, почалися в середині 2010-х років. Моделі на гризунах продемонстрували, що норкетамін проникає через гематоенцефалічний бар'єр, хоча й значно менш ефективно, ніж кетамін. Відповідно, його антидепресивна дія менш потужна, ніж енантіомерів кетаміну, але, ймовірно, настільки ж ефективна, як і ескетамін, за своєю дією та тривалістю. На відміну від ескетаміну, (S)-норкетамін, імовірно, не впливає суттєво на передімпульсне гальмування (зниження рефлексу переляку) і, таким чином, має значно менше психотоміметичних ефектів, що може вказувати на те, що він може бути безпечнішою альтернативою кетаміну для використання як антидепресант у людей.